# Uriah Heep (musikgrupp)
Uriah Heep är ett brittiskt rockband med inslag av boogie woogie och progressiv rock, även om de generellt brukar kategoriseras som ett hårdrocksband. Namnet är taget från en figur med samma namn ur Charles Dickens bok David Copperfield. I både USA och hemlandet Storbritannien var gruppen ganska framgångsrik under 1970-talet, men de var betydligt mer populära i andra delar av Europa, till exempel Tyskland, Nederländerna, Skandinavien, samt Nya Zeeland och Ryssland. Tack vare Glasnost-reformen var de bland de första västerländska band som kunde uppträda i Sovjetunionen 1987, och de återkom 1989.
Uriah Heep var under första hälften av 1970-talet en av de större hårdrocksgrupperna, men stegrande alkoholmissbruk, interna splittringar, och ojämna album i mitten av sjuttiotalet gjorde att gruppens popularitet dalade, och även om gruppen sedan dess släppt tiotalet album, och turnerar än idag, har de inte haft några större framgångar sedan sin storhetsperiod.

## Biografi
Uriah Heep bildades hösten 1969 ur resterna av de båda banden The Gods och Spice. Debutalbumet Very eavy' very umble refererar till frasen "very umble" som Copperfield-figuren Uriah Heep ofta använde sig av. Skivan hade en ljudbild dominerad av orgelriffande och elgitarr, något som kom att bli ett kännetecken under många år. Deras nästa album Salisbury lutade mer åt progressiv rock med sitt över 15 minuter långa titelspår. Gruppen fick sitt internationella genombrott med sitt tredje album, Look at Yourself, som innehåller några av deras mer kända låtar, som titellåten och "July Morning". Albumet blev berömt för sitt omslag, då det nästan helt upptogs av en spegel av folie, som en anspelning på titeln "Se på dig själv". 
Strax efter inspelningen av Look at Yourself byttes trummisen och basisten ut och gruppen fick den sättning som nådde de största framgångarna med Uriah Heep: Ken Hensley (keyboards och gitarr), Mick Box (gitarr), David Byron (sång), Lee Kerslake (trummor) samt Gary Thain (elbas). Dessa spelade bland annat in vad som ofta anses vara deras bästa skivor, vid sidan av Look at Yourself, nämligen Demons and Wizards (med hiten "Easy Livin' ") och The Magician's Birthday. Båda skivorna dominerades av fantasy-teman både musikaliskt och omslagsmässigt. Musiken varierade ofta mellan akustiskt baserade storslagna rockballader och tyngre orgeldriven boogierock.
På albumet Sweet Freedom 1973 valde man istället att tona ner fantasy-temat något för mer personliga reflektioner. Den innehöll även en annan av deras mer kända singlar "Stealin' ". Efter skivan Wonderworld 1974 lämnade Thain gruppen på grund av drogmissbruk och andra personliga problem, 1975 påträffades han avliden efter en överdos heroin.
Uriah Heep gjorde ett återtåg till sin ljudbild innan albumet Sweet Freedom med skivan Return to Fantasy. Det albumet var gruppens mest framgångsrika i Storbritannien, där det blev deras enda att nå topp 10-placering på UK Albums Chart. Efter den var det återigen dags för en omgruppering. David Byron hade från de övriga medlemmarna i gruppen, särskilt Ken Hensley, fått kritik för sitt kraftiga alkoholmissbruk vilket till slut ledde till att han fick lämna gruppen 1976. Samma år blev Trevor Bolder ny basist i gruppen.
Med en ny sångare, John Lawton fortsatte gruppen ge ut album under 1970-talet vars ljudbild också ändrades mot en mer konventionell rock och popinriktad sådan. 1977 fick de stor framgång med låten "Free Me" i Mellaneuropa, Australien och Nya Zeeland. Men när 1970-tal blev 1980-tal var gruppen i kraftigt sönderfall. Lee Kerslake slutade 1979 och Ken Hensley lämnade den 1980 efter det ljumna mottagandet av albumet Conquest där ytterligare en ny sångare, John Sloman medverkade. Mångårige gitarristen Mick Box lyckades ändå få till en nystart igen med albumet Abominog där man ljudbildsmässigt sneglat på den nya generationen hårdrocksband. Kerslake lockades även tillbaka inför det albumet. Kerslake spelade under sin frånvaro på Ozzy Osbournes första soloplattor, tillsammans med basisten Bob Daisley. Resten av 1980-talet innebar dock ingen större skivsuccé för Uriah Heep.
1985 avled gruppens tidigare sångare David Byron. Från 1986 fram till 2007 var medlemmarna de samma vilket gör den perioden till den mest stabila konstellationen tidsmässigt sett. Under 2000-talet har gruppen mest turnerat. Lee Kerslake vars hälsa sviktade ersattes av Russell Gilbrook i början av 2007, strax innan inspelningen av en ny cd påbörjades i Chapel Studios, England. Mick Box är nu den enda aktive originalmedlemmen. 
Uriah Heep består idag av Mick Box (gitarr), Russell Gilbrook (trummor), Bernie Shaw (sång), Phil Lanzon (keyboards) och Davey Rimmer (bas).
Trevor Bolder avled av cancer i bukspottkörteln 2013. Innan han dog föreslog han Davey Rimmer som sin egen ersättare på bas.

## Diskografi

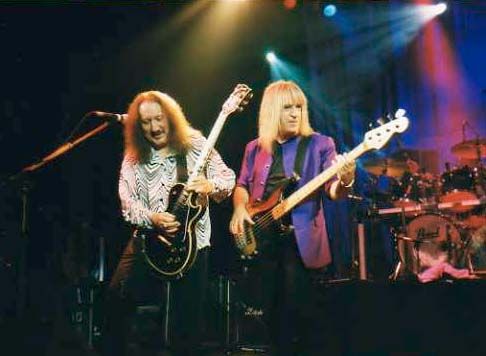
Mick Box och Trevor Bolder 2001

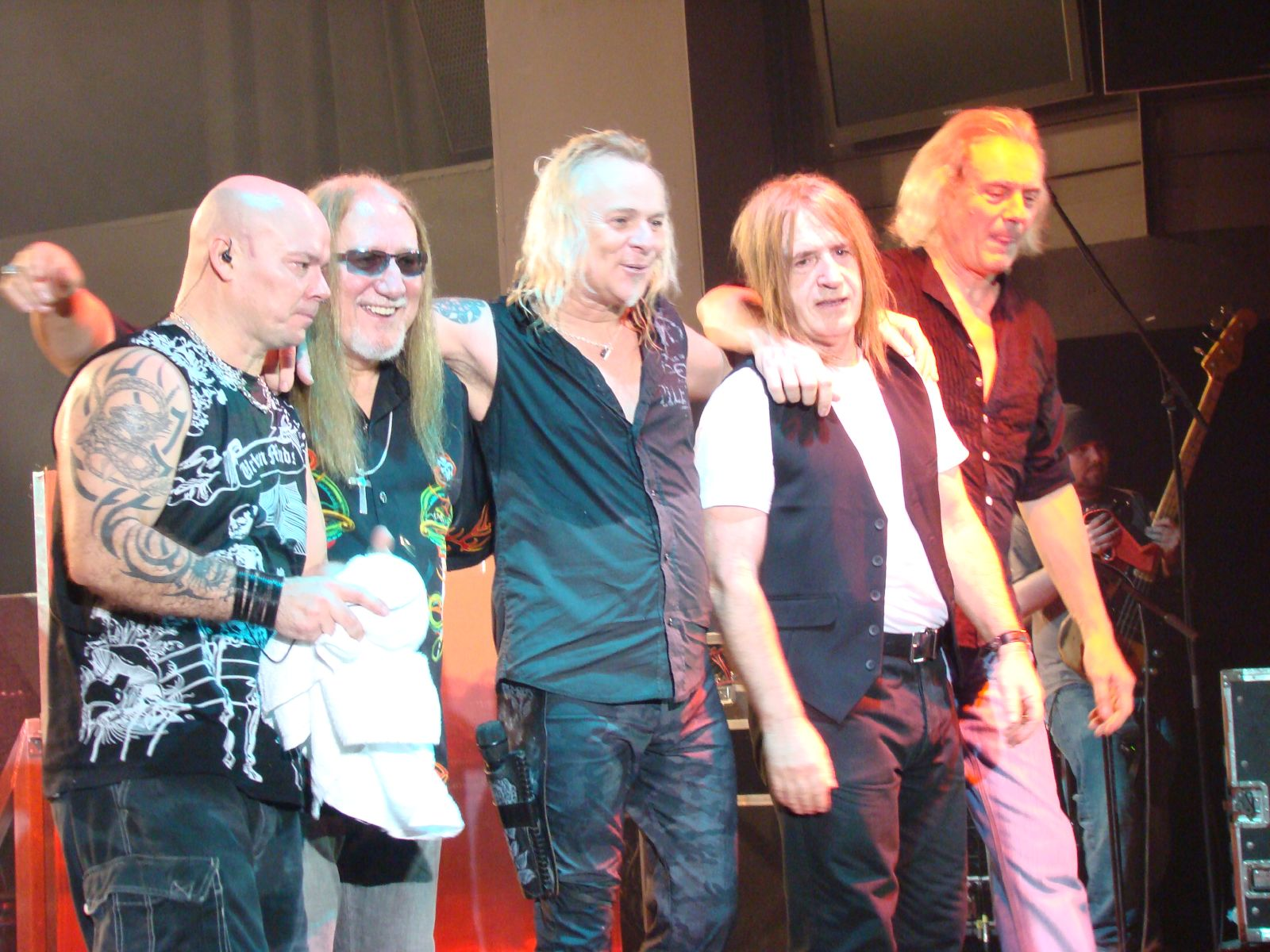
Uriah Heep i Milano 9 november 2008

### Studioalbum
- 1970 - Very 'eavy... Very 'umble
- 1971 - Salisbury
- 1971 - Look at Yourself
- 1972 - Demons and Wizards
- 1972 - The Magician's Birthday
- 1973 - Sweet Freedom
- 1974 - Wonderworld
- 1975 - Return to Fantasy
- 1976 - High and Mighty
- 1977 - Firefly
- 1977 - Innocent Victim
- 1978 - Fallen Angel
- 1980 - Conquest
- 1982 - Abominog
- 1983 - Head First
- 1985 - Equator
- 1989 - Raging Silence
- 1991 - Different World
- 1995 - Sea of Light
- 1998 - Sonic Origami
- 2009 - Wake the Sleeper
- 2011 - Into the Wild
- 2014 - Outsider
- 2018 - Living the Dream
- 2023 - Chaos & Colour

### Livealbum
- 1973 - Live '73
- 1979 - Live in Europe
- 1988 - Live in Moscow
- 1996 - Spellbinder
- 2001 - Aucustically driven
- 2001 - Electronically driven
- 2002 - The Magician's Birthday (live)

## Gruppens olika uppsättningar
| Line-up   | Gitarr   | Sång           | Keyboard      | Bas           | Trummor          | Album                                                                                               |
| --------- | -------- | -------------- | ------------- | ------------- | ---------------- | --------------------------------------------------------------------------------------------------- |
| 1969–1970 | Mick Box | David Byron    | Ken Hensley   | Paul Newton   | Alex Napier      | ...Very 'Eavy ...Very 'Umble (1970)                                                                 |
| 1970      | Mick Box | David Byron    | Ken Hensley   | Paul Newton   | Nigel Olsson     | ...Very 'Eavy ...Very 'Umble (1970)                                                                 |
| 1970–1971 | Mick Box | David Byron    | Ken Hensley   | Paul Newton   | Keith Baker      | Salisbury (1971)                                                                                    |
| 1971      | Mick Box | David Byron    | Ken Hensley   | Paul Newton   | Iain Clarke      | Look at Yourself (1971)                                                                             |
| 1971      | Mick Box | David Byron    | Ken Hensley   | Mark Clarke   | Iain Clarke      | -                                                                                                   |
| 1971-1972 | Mick Box | David Byron    | Ken Hensley   | Mark Clarke   | Lee Kerslake     | Demons and Wizards (1972)                                                                           |
| 1972-1975 | Mick Box | David Byron    | Ken Hensley   | Gary Thain    | Lee Kerslake     | Demons and Wizards (1972), The Magician's Birthday (1972), Sweet Freedom (1973), Wonderworld (1974) |
| 1975-1976 | Mick Box | David Byron    | Ken Hensley   | John Wetton   | Lee Kerslake     | Return to Fantasy (1975), High and Mighty (1976)                                                    |
| 1976-1979 | Mick Box | John Lawton    | Ken Hensley   | Trevor Bolder | Lee Kerslake     | Firefly (1977), Innocent Victim (1977), Fallen Angel (1978)                                         |
| 1979      | Mick Box | John Sloman    | Ken Hensley   | Trevor Bolder | Lee Kerslake     | -                                                                                                   |
| 1979-1980 | Mick Box | John Sloman    | Ken Hensley   | Trevor Bolder | Chris Slade      | Conquest (1980)                                                                                     |
| 1980-1981 | Mick Box | John Sloman    | Gregg Dechert | Trevor Bolder | Chris Slade      | -                                                                                                   |
| 1981-1983 | Mick Box | Peter Goalby   | John Sinclair | Bob Daisley   | Lee Kerslake     | Abominog (1982), Head First (1983)                                                                  |
| 1983-1986 | Mick Box | Peter Goalby   | John Sinclair | Trevor Bolder | Lee Kerslake     | Equator (1985)                                                                                      |
| 1986      | Mick Box | Steff Fontaine | Phil Lanzon   | Trevor Bolder | Lee Kerslake     | -                                                                                                   |
| 1986-2007 | Mick Box | Bernie Shaw    | Phil Lanzon   | Trevor Bolder | Lee Kerslake     | Raging Silence (1989), Different World (1991), Sea of Light (1995), Sonic Origami (1998)            |
| 2007-     | Mick Box | Bernie Shaw    | Phil Lanzon   | Trevor Bolder | Russell Gilbrook | Wake the Sleeper (2008), Celebration (2009), Into the Wild (2011)                                   |